# Albert Sàbat
Albert Sàbat Vilà (Llagostera, 23 agosto 1985) è un ex cestista e allenatore di pallacanestro spagnolo.

## Palmarès
- Copa Princesa de Asturias: 1

Canarias: 2012